# Bunnell
Bunnell es una ciudad ubicada en el condado de Flagler en el estado estadounidense de Florida. En el Censo de 2010 tenía una población de 2.676 habitantes y una densidad poblacional de 7,46 personas por km².

## Geografía
Bunnell se encuentra ubicada en las coordenadas 29°25′7″N 81°19′10″O / 29.41861, -81.31944. Según la Oficina del Censo de los Estados Unidos, Bunnell tiene una superficie total de 358.91 km², de la cual 356.01 km² corresponden a tierra firme y (0.81%) 2.91 km² es agua.

## Demografía
Según el censo de 2010, había 2.676 personas residiendo en Bunnell. La densidad de población era de 7,46 hab./km². De los 2.676 habitantes, Bunnell estaba compuesto por el 63.08% blancos, el 31.91% eran afroamericanos, el 0.56% eran amerindios, el 0.26% eran asiáticos, el 0% eran isleños del Pacífico, el 1.08% eran de otras razas y el 3.1% pertenecían a dos o más razas. Del total de la población el 5.42% eran hispanos o latinos de cualquier raza.